# Lymantria horishanella
Lymantria horishanella är en fjärilsart som beskrevs av Matsumura 1927. Lymantria horishanella ingår i släktet Lymantria och familjen tofsspinnare. Inga underarter finns listade i Catalogue of Life.